# سفيان الثوري
أبو عبد الله سفيان بن سعيد بن مسروق الثوري  (97 – 161هـ / 716 – 778م) فقيه كوفي، وأحد أعلام الزهد عند المسلمين، وإمام من أئمة الحديث النبوي، وواحد من تابعي التابعين، وإمام أهل العراق، وصاحب واحد من المذاهب الإسلامية المندثرة، الذي ظل مذهبه متداولاً حتى القرن الثامن الهجري، والذي قال عنه الذهبي: «هو شيخ الإسلام، إمام الحفاظ، سيد العلماء العاملين في زمانه أبو عبد الله الثوري الكوفي المجتهد مصنف كتاب الجامع»، كما قال عنه بشر الحافي: «سفيان في زمانه كأبي بكر وعمر في زمانهما».
نشأ سفيان الثوري في الكوفة وتلقّى العلم بها، وسمع من عدد كبير من العلماء، حتى صار إمامًا لأهل الحديث في زمانه. طلبه الخليفة العباسي أبو جعفر المنصور ومن بعده ابنه المهدي لتولي القضاء، فتهرّب منهما وأعياهما، حتى غضبا عليه وطاردوه حتى توفي متخفيًا في البصرة سنة 161 هـ.

## حياته

### نشأته وطلبه للعلم
ولد سفيان الثوري في الكوفة سنة 97 هـ، الموافق 716 م، في خلافة سليمان بن عبد الملك في خراسان، حيث كان أبوه مشاركًا في الحملات التي كانت ترسل إلى هناك، كما يُذكر أن جده مسروق شهد موقعة الجمل في صفوف جيش علي بن أبي طالب. أما عن نسبه، فاسمه سفيان بن سعيد بن مسروق بن حبيب بن رافع بن عبد الله بن موهبة بن أبي بن عبد الله بن منقذ بن نصر بن الحارث بن ثعلبة بن عامر بن ملكان بن ثور بن عبد مناة بن أد بن طابخة بن إلياس بن مضر. كان أبوه سعيد بن مسروق الثوري من أصحاب عامر الشعبي وخيثمة بن عبد الرحمن، ويُعدُّ من ثقات الكوفيين، وهو في عداد صغار التابعين. أخذ أبوه بيده في البداية، ثم توسّع سفيان في تلقّي العلم حتى قيل أن تعداد شيوخه 600 شيخ، وقد كانت أمه أيضًا حريصة على تفرّغه لتلقي العلم، فقد رُوي أنها قالت له: «اذهب، فاطلب العلم حتى أعولك بمغزلي، فإذا كتبت عدة عشرة أحاديث، فانظر هل تجد في نفسك زيادة، فاتبعه، وإلا فلا تبتغينّ». وقد ذاع صيت سفيان، ونوّه الكثيرون بذكره منذ صغره لفرط ذكائه وحفظه، حتى أنه جلس وحدّث وهو ما زال شابًا، بل وقال الوليد بن مسلم أنه رأى الثوري بمكة يُستفتى، ولم يكن شعر لحيته قد نبت بعد.

### محنته
بعد أن مات أبو حنيفة في سجون الخليفة العباسي أبي جعفر المنصور لرفضه تولّي القضاء، سأل المنصور عمن يلي أمر القضاء، فأشاروا عليه بسفيان الثوري وأخبروه بأنه أعلم أهل الأرض، فأرسل في طلبه وهو يتهرّب حتى اضطر إلى الخروج من الكوفة إلى مكة سنة 155 هـ، فأرسل المنصور في الأقاليم بمنادٍ يقول: من جاء بسفيان الثوري فله عشرة آلاف، ففر الثوري إلى البصرة، وعمل متخفيًا في حراسة أحد البساتين حتى عرفه الناس وهموا به، فخرج منها إلى اليمن، وهناك اتُّهم بالسرقة، ودفعوه إلى معن بن زائدة والي اليمن الذي سأله عن حاله فعرفه، وخيّره بين الإقامة والرحيل. فرحل إلى مكة مرة أخرى موسم حج سنة 158 هـ الذي تصادف أن جاء فيه أبو جعفر حاجًا. بلغت أبا جعفر أنباء عن وجود الثوري بمكة، فأرسل إلى واليها يطالبه بالقبض على الثوري وصلبه، فلما علم الثوري، تعلق بأستار الكعبة وأقسم على الله ألا يُدخِل المنصور مكة، فإذ بالمنصور يمرض ويموت قبل أن يدخلها. ثم خلف المهدي أباه المنصور، فأرسل إلى الثوري وطلب منه كما طلب أبيه بأن يلي القضاء، وكتب للثوري عهدًا بذلك. رمى الثوري العهد في النهر، فرّ إلى البصرة مجددًا، واستخفى في دار يحيى بن سعيد القطان، ثم انكشف أمره بعد أن توافد طلاب الحديث على الدار، فعاد إلى الكوفة وتخفّى في دار عبد الرحمن بن مهدي. رصد المهدي جائزة لمن يأتيه برأس الثوري، فظلّ الثوري هائمًا يتنقّل بين البلاد متخفيًا، وبعث في وضعيته تلك إلى المهدي كتابًا قال فيه: «طردتني وشرَّدتني وخوفتني، والله بيني وبينك، وأرجو أن يخير الله لي قبل مرجوع الكتاب»، فمات سفيان قبل أن يأتيه كتاب المهدي بالأمان.

### وفاته
كانت وفاة الثوري في شعبان 161 هـ في البصرة،، الموافق 778 م، وهو متخفٍ في دار بشر بن منصور السليمي. فأُخرجت جنازته على أهل البصرة فجأة، فشهدها جمع كبير من الناس، وصلى عليه عبد الرحمن بن عبد الملك بن أبجر بحسب وصية الثوري. لم يُعقّب سفيان الثوري ولدًا، حيث كان له ابن، مات قبله، فجعل كل شيء له لأخته وولدها، ولم يورث أخاه المبارك بن سعيد الثوري شيئًا. وكان للثوري من الكتب «الجامع الكبير» و«الجامع الصغير» و«الفرائض»، إضافة إلى رسالة تناقلها طلابه كان قد وجّهها إلى عباد بن عباد الأرسوقي.

## روايته للحديث النبوي
- روى عن: إبراهيم بن عبد الأعلى وإبراهيم بن عقبة وإبراهيم بن محمد بن المنتشر وإبراهيم بن مهاجر البجلي وإبراهيم بن ميسرة وإبراهيم بن مزيد الخوزي وأجلح بن عبد الله وآدم بن سليمان وإسرائيل أبو موسى وأسلم المنقري وإسماعيل بن إبراهيم بن عبد الرحمن بن عبد الله بن أبي ربيعة المخزومي وإسماعيل بن عبد الرحمن السدي وأبي هاشم إسماعيل بن كثير والأسود بن قيس وأشعث بن أبي الشعثاء والأغر بن الصباح وأفلت بن خليفة وإياد بن لقيط وأيوب السختياني وأيوب بن موسى والبختري بن المختار وبرد بن سنان وبريد بن عبد الله بن أبي بردة وبشير أبو إسماعيل وبشير صاحب ابن الزبير وبكير بن عطاء وبهز بن حكيم وبيان بن بشر الأحمسي وتوبة العنبري وثابت بن عبيد وأبو المقدام ثابت بن هرمز وثور بن يزيد الرحبي وثوير بن أبى فاختة وجابر الجعفي وجامع بن أبي راشد وأبي صخرة جامع بن شداد وجبلة بن سحيم وجعفر بن برقان وجعفر الصادق وجعفر بن ميمون وحبيب بن أبي ثابت وحبيب بن الشهيد وحبيب بن أبي عمرة وحجاج بن فرافصة والحسن بن عبيد الله النخعي والحسن بن عمرو الفقيمي وحصين بن عبد الرحمن السلمي وحكيم بن جبير وحكيم بن الديلم وحماد بن أبي سليمان وحمران بن أعين وحميد بن قيس المكي وحميد الطويل وحنظلة بن أبي سفيان الجمحي وخالد بن سلمة الفأفاء وخالد الحذاء وخصيف بن عبد الرحمن الجزري وأبو الجحاف داود بن أبي عوف وداود بن أبي هند وأبي فزارة راشد بن كيسان ورباح بن أبي معروف والربيع بن أنس والربيع بن صبيح وربيعة الرأي والركين بن الربيع وزبيد اليامي والزبير بن عدي وزياد بن إسماعيل المكي وزياد بن علاقة وزيد بن أسلم وزيد بن جبير وزيد العمي وسالم الأفطس وسالم أبو النضر وسعد بن إبراهيم بن عبد الرحمن بن عوف وسعد بن إسحاق بن كعب بن عجرة وسعيد بن إياس الجريري وأبو سنان سعيد بن سنان الشيباني الصغير وأبوه سعيد بن مسروق وسلم بن عبد الرحمن النخعي وسلمة بن دينار وسلمة بن كهيل وسلمة بن نبيط وسليمان بن مهران الأعمش وسليمان بن طرخان التيمي وسماك بن حرب وشبيب بن غرقدة البارقي وشريك بن عبد الله بن أبي نمر وشعبة بن الحجاج وصالح بن صالح بن حي وصالح مولى التوأمة وصفوان بن سليم والضحاك بن عثمان وأبو سنان ضرار بن مرة الشيباني وطارق بن عبد الرحمن وطريف أبو سفيان السعدي وطعمة بن غيلان وطلحة بن يحيى بن طلحة بن عبيد الله وعاصم بن أبي النجود وعاصم بن عبيد الله وعاصم بن كليب وعاصم بن سليمان الأحول وعبد الله بن أبي بكر بن محمد بن عمرو بن حزم وعبد الله بن جابر البصري وعبد الله بن الحسن المثنى وعبد الله بن دينار البهراني وأبو الزناد وعبد الله بن الربيع بن خثيم وعبد الله بن السائب الكوفي وعبد الله بن سعيد المقبري وعبد الله بن شبرمة وعبد الله بن شداد الأعرج وعبد الله بن طاووس وعبد الله بن عبد الرحمن بن أبي حسين وعبد الله بن عثمان بن خثيم وعبد الله بن عطاء وعبد الله بن عون وعبد الله بن عيسى بن عبد الرحمن بن أبي ليلى وعبد الله بن أبي لبيد وعبد الله بن محمد بن عقيل وعبد الله بن أبي نجيح وعبد الأعلى بن عامر وعبد الرحمن بن ثروان وعبد الرحمن بن الحارث بن عياش بن أبي ربيعة وعبد الرحمن بن زياد بن أنعم وعبد الرحمن بن عابس بن ربيعة وعبد الرحمن بن عبد الله الأصبهاني وعبد الرحمن بن علقمة المكي وعبد الرحمن بن القاسم بن محمد بن أبي بكر وعبد العزيز بن رفيع وعبد الكريم بن مالك الجزري وعبد الكريم أبو أمية وعبد الملك بن أبي بشير وعبد الملك بن أبي سليمان وابن جريج وعبد الملك بن عمير وعبدة بن أبي لبابة وعبيد الله بن أبي زياد وعبيد الله بن عمر العمري وعبيد بن الحسن وعبيد بن مهران المكتب وعبيد الصيد وعثمان بن حكيم الأنصاري وأبو حصين عثمان بن عاصم وأبو اليقظان عثمان بن عمير وعثمان بن المغيرة الثقفي وعثمان البتي وعطاء بن السائب وعكرمة بن عمار وعلقمة بن مرثد وعلي بن الأقمر وعلي بن بذيمة وعلي بن زيد بن جدعان وعمار الدهني وعمارة بن القعقاع وعمر بن سعيد بن أبي حسين وعمر بن محمد بن زيد وعمر بن يعلى وعمرو بن دينار وعمرو بن عامر الأنصاري وعمرو بن قيس الملائي وعمرو بن مرة وعمرو بن ميمون بن مهران وعمرو بن يحيى بن عمارة وعمران بن مسلم بن رياح الثقفي وعمران بن مسلم الجعفي وعمران البارقي وعمران القصير وعمير بن عبد الله بن بشر الخثعمي وعون بن أبي جحيفة والعلاء بن خالد الأسدي والعلاء بن عبد الرحمن بن يعقوب والعلاء بن عبد الكريم اليامي وعياش العامري وعيسى بن عبد الرحمن السلمي وعيسى بن أبي عزة وعيسى بن موسى الجرشي وغالب أبو الهذيل وغيلان بن جامع وفرات القزاز وفراس بن يحيى الهمداني وفضيل بن غزوان وفضيل بن مرزوق وفطر بن خليفة وقابوس بن أبي ظبيان وأبو هاشم القاسم بن كثير وقيس بن مسلم وقيس بن وهب وكليب بن وائل وليث بن أبي سليم ومحارب بن دثار وابن إسحاق ومحمد بن أبي أيوب الثقفي ومحمد بن أبي بكر بن محمد بن عمرو بن حزم ومحمد بن أبي حفصة ومحمد بن راشد المكحولي ومحمد بن الزبير الحنظلي ومحمد بن سعيد الطائفي ومحمد بن طارق المكي وابن أبي ذئب ومحمد بن عبد الرحمن بن أبي ليلى ومحمد بن عبد الرحمن مولى آل طلحة ومحمد بن عجلان ومحمد بن عقبة ومحمد بن عمر بن علي ومحمد بن عمرو بن علقمة وأبو الزبير المكي ومحمد بن المنكدر ومخارق الأحمسي والمختار بن فلفل ومخول بن راشد ومزاحم بن زفر ومصعب بن محمد بن شرحبيل ومطرف بن طريف ومعاوية بن إسحاق بن طلحة بن عبيد الله ومعاوية بن صالح الحضرمي ومعبد بن خالد ومعمر بن راشد ومغيرة بن مقسم الضبي ومغيرة بن النعمان والمقدام بن شريح بن هانئ ومنصور بن حيان الأسدي ومنصور بن صفية ومنصور بن المعتمر وموسى بن أبي عائشة وموسى بن عبيدة الربذي وموسى بن عقبة وميسرة بن حبيب وميسرة الأشجعي وأبو حمزة ميمون الأعور ونسير بن ذعلوق ونهشل بن مجمع ونوح بن أبي بلال وهارون بن عنترة وهشام بن إسحاق بن كنانة وهشام بن حسان وهشام بن عائذ بن نصيب وهشام بن عروة وهشام بن أبي يعلى وواصل الأحدب ووبر بن أبي دليلة وورقاء بن إياس والوليد بن قيس السكوني ويحيى بن أبي إسحاق الحضرمي ويحيى بن سعيد الأنصاري ويحيى بن هانئ بن عروة المرادي ويزيد بن أبي زياد ويزيد بن يزيد بن جابر ويعلى بن عطاء ويونس بن عبيد وأبو إسحاق السبيعي وأبو إسحاق الشيباني وأبو بكر بن عبد الله بن أبي الجهم وأبو جعفر الفراء وأبو جناب الكلبي وأبو الجويرية الجرمي وأبو حيان التيمي وأبو خالد الدالاني وأبو روق الهمداني وأبو السوداء النهدي وأبو شهاب الحناط الكبير موسى وأبو عقيل مولى عمر بن الخطاب وأبو فروة الهمداني وأبو مالك الأشجعي وأبو هارون العبدي وأبو هاشم الرماني وأبو يحيى القتات وأبو يعفور العبدي.[10] وأسامة بن زيد الليثي وإسماعيل بن أمية وإسماعيل بن أبي خالد وإسماعيل بن سميح وسمي مولى أبي بكر بن عبد الرحمن وسهيل بن أبي صالح وعثمان بن الحارث والفضيل بن عياض وأبي سعيد محمد بن مسلم بن أبي الوضاح المؤدب.[9]
- روى عنه: سليمان بن مهران الأعمش وأبان بن تغلب ومحمد بن عجلان وابن جريج وجعفر الصادق وجعفر بن برقان وأبو حنيفة النعمان وعبد الرحمن الأوزاعي ومعاوية بن صالح وابن أبي ذئب ومسعر بن كدام وشعبة بن الحجاج ومعمر بن راشد وإبراهيم بن سعد الزهري وأبو إسحاق الفزاري وأحمد بن يونس اليربوعي وأبو الجواب الأحوص بن جواب الضبي وأسباط بن محمد القرشي وإسحاق بن يوسف الأزرق وابن علية وأمية بن خالد وبشر بن السري وبشر بن منصور السليمي وبكر بن بن عبد الله بن الشرود الصنعاني وبكير بن شهاب الدامغاني وثابت بن محمد العابد وثعلبة بن سهيل وجرير بن عبد الحميد وجعفر بن عون والحارث بن منصور الواسطي والحسن بن محمد بن عثمان والحسين بن حفص الأصبهاني وحصين بن نمير وحفص بن غياث وحماد بن دليل المدائني وحماد بن عيسى الجهني وحميد بن حماد وخالد بن الحارث الهجيمي وخالد بن عمر القرشي وخلف بن تميم وخلاد بن يحيى ودبيس بن حميد الملائي وروح بن عبادة وزهير بن معاوية وزيد بن أبي الزرقاء الموصلي وزيد بن الحباب وسفيان بن عقبة وسفيان بن عيينة وأبو داود الطيالسي وسهل بن هاشم البيروتي وأبو الأحوص سلام وشعيب بن إسحاق الدمشقي وشعيب بن حرب المدائني وعباد السماك وعبثر بن القاسم وعبد الله بن داود الخريبي وعبد الله بن رجاء المكي وعبد الله بن المبارك وعبد الله بن وهب وعبد الله بن نمير وعبد الله بن الوليد العدني وعبد الرحمن بن مهدي وعبد الرحيم بن سليمان وعبد الملك الذماري وعبدة بن سليمان وعبيد الله الأشجعي وعبيد الله بن عمرو الرقي وعبيد الله بن موسى وعبيد بن سعيد الأموي وعلي بن أبي بكر الإسفذني وعلي بن الجعد وعلي بن حفص المدائني وعلي بن قادم وعمرو بن محمد العنقزي وعيسى بن يونس وأبو الهذيل غسان بن عمر العجلي والفضل السيناني والفضيل بن عياض والقاسم بن الحكم العرني والقاسم بن يزيد الجرمي ومالك بن أنس وأخوه المبارك بن سعيد الثوري ومحمد بن بشر العبدي ومحمد بن الحسن الأسدي ومحمد بن عبد الوهاب القناد ومحمد بن كثير العبدي ومصعب بن ماهان ومصعب بن المقدام وأبو همام محمد بن محبب الدلال ومحمد بن يوسف الفريابي ومخلد بن يزيد الحراني ومعاذ بن معاذ العنبري ومعاوية بن هشام القصار ومعلى بن عبد الرحمن الواسطي ومهران بن أبي عمر الرازي وأبو حذيفة موسى بن مسعود النهدي ومؤمل بن إسماعيل ونائل بن نجيح والنعمان بن عبد السلام الأصبهاني وهارون بن المغيرة الرازي ووكيع بن الجراح والوليد بن مسلم ويحيى بن آدم ويحيى بن سعيد القطان ويحيى بن سليم الطائفي ويحيى بن عبد الملك بن أبي غنية ويحيى بن يمان ويزيد بن أبي حكيم العدين ويزيد بن زريع ويزيد بن هارون ويعلى بن عبيد الطنافسي ويوسف بن أسباط ويونس بن أبي يعفور العبدي وأبو أحمد الزبيري وأبو بكر الحنفي وأبو داود الحفري وأبو سفيان المعمري وأبو عامر العقدي[4] وأحمد بن عبد الله بن يونس وأبو أسامة حماد بن أسامة وخصيف بن عبد الرحمن الجزري وزائدة بن قدامة وسليمان بن بلال اليامي وصيفي بن ربعي الأنصاري وأبو عاصم النبيل وضمرة بن ربيعة وطلحة بن سليمان الرازي وعبد الرزاق بن همام وغالب بن فائد الأسدي المقرئ والفضل بن دكين وقبيصة بن عقبة وابن إسحاق.[9]
- الجرح والتعديل: عدّه شعبة بن الحجاج وسفيان بن عيينة وأبو عاصم النبيل ويحيى بن معين وغيرهم «أمير المؤمنين في الحديث»،[4][25] وقال فيه شعبة بن الحجاج: «سفيان أحفظ مني»،[4][26] وقال يحيى بن سعيد القطان: «سفيان أثبت من شعبة، وأعلم بالرجال»، وقال أيضًا: «ما رأيت أحدًا أحفظ من سفيان، ثم شعبة»، وقال يحيى بن معين: «لم يكن أحد أعلم بحديث الأعمش ومنصور وأبي إسحاق من الثوري»، وقال سفيان بن عيينة: «أصحاب الحديث ثلاثة ابن عباس في زمانه، والشعبي في زمانه، والثوري في زمانه»،[23][26] وقال: «ما رأيت رجلاً أعلم بالحلال والحرام من سفيان الثوري»،[23] وقال أبو حاتم الرازي: «سفيان فقيه حافظ زاهد إمام، هو أحفظ من شعبة»، قال أبو زرعة الرازي: «سفيان أحفظ من شعبة في الإسناد والمتن»،[22] بينما قال الذهبي أنه: «كان يدلس في روايته، وربما دلس عن الضعفاء».[23]

وقد اعتبر العجلي أحسن إسناد الكوفة رواية سفيان الثوري عن منصور بن المعتمر عن إبراهيم بن يزيد النخعي عن علقمة بن قيس النخعي عن عبد الله بن مسعود، التي قال عنها ابن المبارك: «إذا جاءك سفيان عن منصور عن إبراهيم عن علقمة عن عبد الله، فكأنك تسمعه يعني من النبي ﷺ»، كما وثّقه ابن سعد حيث قال عنه: «كان ثقة مأمونًا ثبتًا كثير الحديث حُجّة»، كذلك وثّقه يحيى بن معين فقال: «سفيان الثوري ثقة»، وقال النسائي عنه: «هو أجل من أن يقال فيه ثقة»، وقال أبو أسامة حماد بن أسامة: «سفيان الثوري حُجّة»، وقد روى له الجماعة.

## قراءة وتفسير القرآن
كان الثوري عالمًا بالقرآن وتفسيره، متقنًا لقرائته، فقد رُوي عنه أن قال: «سلوني عن المناسك والقرآن، فإني بهما عالم»، وقد عدّ له شمس الدين الداوودي في كتابه «طبقات المفسرين» تفسيرًا وصفه بالشهير، وقال أن هذا التفسير رواه عنه أبو حذيفة موسى بن مسعود النهدي. وقد ختم سفيان الثوري القرآن عرضًا على القاريء حمزة الزيات أربع مرات. كما كان مستديمًا في قراءة القرآن، فقد روى عبد الرزاق الصنعاني: «كان الثوري قد جعل على نفسه لكل ليلة جزءً من القرآن، وجزءً من الحديث، فيقرأ جزئه من القرآن، ثم يجلس على الفراش، فيقرأ جزئه من الحديث، ثم ينام»، وعُرف عن الثوري انخراطه وانعزاله عن الدنيا عند قرائته للقرآن، حتى قال عبد الرحمن بن مهدي: «كنت لا أستطيع سماع قراءة سفيان من كثرة بكائه».

## مكانته الدينية
اعترف الكثيرون بفضل سفيان الثوري، وأنزلوه منزلة عالية، واعترفوا بفضله. فقد وصفه الذهبي بأنه: «شيخ الإسلام، إمام الحفاظ، سيد العلماء العاملين في زمانه»، وقال عبد الله بن المبارك: «كتبت عن ألف ومائة شيخ، ما كتبت عن أفضل من سفيان»، وقال أيوب السختياني: «ما لقيت كوفيًا أفضله على سفيان»، وقال يونس بن عبيد: «ما رأيت أفضل من سفيان. فقيل له: فقد رأيت سعيد بن جبير وإبراهيم وعطاء ومجاهدًا، وتقول هذا؟! قال: هو ما أقول، ما رأيت أفضل من سفيان»، وقال عبد الرحمن بن مهدي: «ما رأت عيناي أفضل من أربعة، ما رأيت أحفظ للحديث من الثوري، ولا أشد تقشفا من شعبة، ولا أعقل من مالك، ولا أنصح للأمة من ابن المبارك»، وقال يحيى بن سعيد القطان: «ليس أحد أحب إلى من شعبة، ولا يعدله أحد عندي. وإذا خالفه سفيان، أخذت بقول سفيان»، وقال أيضًا: «سفيان الثوري فوق مالك في كل شيء»، وقال عباس الدوري: «رأيت يحيى بن معين، لا يقدم على سفيان أحدًا في زمانه، في الفقه والحديث والزهد وكل شيء»، وقال عبد العزيز بن أبي رزمة: «قال رجل لشعبة: خالفك سفيان. فقال: دمغتني»، وقال المثنى بن الصباح: «سفيان عالم الأمة وعابدها»، وقال ابن أبي ذئب: «ما رأيت أشبه بالتابعين من سفيان الثوري» وقال بشر الحافي: «كان الثوري عندنا إمام الناس»، وقال أحمد بن حنبل: «أتدري من الإمام؟ الإمام سفيان الثوري، لا يتقدمه أحد في قلبي»، وقال سفيان بن عيينة: «جالست عبد الرحمن بن القاسم وصفوان بن سليم وزيد بن أسلم، فما رأيت فيهم مثل سفيان»، وقال الأوزاعي: «لو قيل: اختر لهذه الأمة رجلاً يقوم فيها بكتاب الله وسنة نبيه، لاخترت لهم سفيان الثوري»، وقال يحيى بن أكثم: «كان في الناس رؤساء. كان سفيان الثوري رأسًا في الحديث، وأبو حنيفة رأسًا في القياس، والكسائي رأسًا في القراء، فلم يبق اليوم رأس في فن من الفنون»، وقال وكيع بن الجراح: «كان سفيان بحرًا»، وقال أبو بكر الخطيب عنه: «كان إمامًا من أئمة المسلمين وعلمًا من أعلام الدين، مُجمعًا على أمانته بحيث يستغني عن تزكيته مع الإتقان والحفظ، والمعرفة والضبط، والورع والزهد».

## فقهه ومذهبه
كان لسفيان الثوري مذهبه الفقهي الخاص الذي تبعه جمع من المسلمين مدة طويلة من الزمن، وكان من أتباعه بشر الحافي المتوفي سنة 227 هـ، وبقي له أتباع في خراسان حتى زمن ابن تيمية، المتوفى سنة 728 الهجرية، 1328 الميلادية، ثم اندثر. وقد ذهب جزء كبير من آراء سفيان الفقهية حيث أوصى سفيان قبل وفاته إلى عمار بن سيف بأن يمحو كتبه ويحرقها. وقد اعتمد الثوري في مذهبه الفقهي على ما صحّ عنده من الأحاديث، كما اعتمد الثوري أيضًا في مذهبه على مناهج أخرى مساعدة في بعض المسائل مثل الأخذ بإجماع العلماء كرأيه في مسألة استئناف المرأة عدتها إذا طلقها زوجها ثم راجعها ثم طلقها قبل الدخول بها، والاجتهاد كرأيه في جواز المسح على الخُفّ وإن كان مقطوعًا قطعًا كبيرًا، والقياس كرأيه في صحة الظهار بغير الأم من المحارم ولو من الرضاع،
غير أن الثوري كان على مذهب أهل الكوفة في زمانه في النبيذ، وكان في مذهبهم، أن خمر العنب قليله وكثيره مُحرّم، بينما خمر غير العنب لا يُحرّم إلا إذا أسكر. رغم ثبوت حديث نبوي يقول: «كل مُسكر خمر، وكل مُسكر حرام». وقد نفى عبد الرحمن بن مهدي المزاعم التي تقول بأن الثوري كان يشرب النبيذ، فقال: «يزعمون أن سفيان كان يشرب النبيذ. أشهد لقد وُصف له دواء، فقلت: نأتيك بنبيذ؟ فقال : لا، ائتني بعسل وماء».

## عقيدته
كان لعقيدة سفيان الثوري بعد الملامح الواضحة التي بيّنها في أقواله، كعقيدته في الإيمان التي قال عنها: «الإيمان قول وعمل»، وعقيدته في عدم جواز القطع بالإقرار لأحد من أهل الملة بأنه من أهل الجنة أو النار إلا للعشرة المبشرين بالجنة، لقوله في وصيته لشعيب بن حرب: «يا شعيب بن حرب. لا ينفعك ما كتبت لك حتى لا تشهد لأحد بجنة ولا نار، إلا للعشرة الذين شهد لهم رسول الله ﷺ، وكلهم من قريش»، وعقيدته في مسألة صفات الله التي آلى ألا يخوض فيها، ونصح بتمريرها كما هي. وقد إتهم الثوري بأن فيه تشيُّع يسير رغم تقديمه لأبي بكر وعمر، ذلك لكونه كان يُقدّم علي على عثمان.
وقد كان الثوري حاسمًا في آرائه حول الفرق التي عاصرته، فقد رُوي أن رجلاً جاءه فسأله: «رجل يُكذّب بالقدر، أأصلي وراءه؟ قال سفيان: لا تقدموه، قال: هو إمام القرية ليس لهم إمام غيره، قال: لا تقدموه، لا تقدموه، وجعل يصيح»، كما سمع عبد الله بن المبارك سفيان الثوري يقول: «الجهمية كفار، والقدرية كفار»، وقال المؤمل بن إسماعيل، سمعت سفيان الثوري يقول: «خالفتنا المرجئة في ثلاث. نحن نقول: الإيمان قول وعمل، وهم يقولون: الإيمان قول بلا عمل. ونحن نقول: يزيد وينقص، وهم يقولون: لا يزيد ولا ينقص. ونحن نقول: نحن مؤمنون بالإقرار، وهم يقولون: نحن مؤمنون عند الله». كما كان عقيدته في مسألة خلق القرآن واضحة، فقال: «من قال إن ﴿قُلْ هُوَ اللَّهُ أَحَدٌ ۝١﴾ [الإخلاص:1] مخلوق فهو كافر».

## زهده وورعه
قال شعبة بن الحجاج: «ساد سفيان الناس بالورع والعلم»، وقال قبيصة بن عقبة: «ما جلست مع سفيان مجلسًا إلا ذكرت الموت، ما رأيت أحدًا كان أكثر ذكرًا للموت منه»، وقال الذهبي: «قد كان سفيان رأسًا في الزهد والتأله والخوف، رأسًا في الحفظ، رأسًا في معرفة الآثار، رأسًا في الفقه. لا يخاف في الله لومة لائم، من أئمة الدين».
كان لسفيان الثوري آرائه الخاصة بالزهد، فيروى عنه قوله: «ليس الزهد بأكل الغليظ، ولبس الخشن، ولكنه قصر الأمل، وارتقاب الموت»، ويقول: «الزهد زهدان: زهد فريضة، وزهد نافلة. فأما الفريضة، فإنه واجب عليك، وهو أن تدع الفخر والكبر والعلو والرياء والسمعة والتزين للناس. وأما زهد النافلة، فهو أن تدع ما أعطى الله تعالى من الحلال، فإذا تركت شيئًا من ذلك صار فريضة عليك ألا تتركه إلا لله عز وجل، وإن أردتم أن تدركوا ما عند الله عز وجل، فكونوا في هذه الدنيا بمنزلة الأضياف»، كما كان يقول: «المال داء هذه الأمة، والعالم طبيب هذه الأمة، فإذا جر العالم الداء إلى نفسه، فمتى يبرئ الناس؟».

## هوامش
- 1: لُقِّب بأمير المؤمنين في الحديث عدد من العلماء، قال أحمد محمد شاكر: «أطلق المحدثون ألقاباً على العلماء بالحديث، فأعلاها: أمير المؤمنين في الحديث، وهذا لقب لم يظفر به إلا الأفذاذ النوادر، الذي هم أئمة هذا الشأن والمرجع إليهم فيه، كشعبة بن الحجاج وسفيان الثوري وإسحاق بن راهويه وأحمد بن حنبل والبخاري والدارقطني، وفي المتأخرين ابن حجر العسقلاني.».[50]

## وصلات خارجية
- الإمام سفيان الثوري.
- إمام أهل الحديث: سفيان الثوري.